# Tibiotarsus

skelet van een duif: 10: linker en rechter tibiotarsus, gelegen tussen het femur (12) en de tarsometatarsus (8)

De tibiotarsus is een bot tussen het femur (dijbeen) en de tarsometatarsus in de poot van een vogel. Het is een versmelting van de tibia met het proximale deel van de tarsus.
Een gelijkende structuur kwam ook voor bij de Heterodontosauridae uit het mesozoïcum. Deze kleine ornithopode dinosauriërs waren echter niet verwant aan de vogels, waardoor de gelijkenis van hun voetbeenderen met die van vogels het best verklaard kan worden door convergente evolutie.